# Heliconia osaensis
Heliconia osaensis ist eine Pflanzenart aus der Familie der Helikoniengewächse (Heliconiaceae). Sie ist im südlichen Mittelamerika heimisch.

## Beschreibung
Heliconia osaensis ist eine immergrüne, mehrjährige, krautige Pflanze, vegetativ ähnlich einer Canna-Pflanze und mit einer Wuchshöhe von 1 bis 3 Meter. Je Spross finden sich fünf bis sechs Blätter, das jeweils längste ist dabei bis zu 150 Zentimeter lang und 25 Zentimeter breit.
Die bis zu 20 Zentimeter langen Blütenstände stehen aufrecht, je Blütenstand finden sich fünf bis zwölf zweizeilig Tragblätter.
Jeder Wickel besteht aus acht bis zwölf resupinaten Blüten, die Blütenhülle ist am Ansatz orange bis rotorange, zum äußersten Ende hin gelbgrün oder grün und schwach rauhaarig.

## Verbreitung
Heliconia osaensis ist heimisch von Honduras bis Kolumbien.

## Systematik und Botanische Geschichte
Die Art wurde 1933 von Georg Cufodontis erstbeschrieben.